# Schubertia multiflora
Schubertia multiflora är en oleanderväxtart som beskrevs av Carl Friedrich Philipp von Martius. Schubertia multiflora ingår i släktet Schubertia och familjen oleanderväxter. Inga underarter finns listade i Catalogue of Life.